# إيزوبوتان

## الأسماء المرادفة
A-31 ; Aeropres 31.

## التسمية الكيميائية
2-Methylpropane [75-28-5]

## الاستخدام

### الاستخدام الصيدلاني
عامل باعث للرذاذ .
يُستخدم الإيزوبوتان كباعث للرذاذ بالمشاركة مع المركبات الهيدروكربونية أو الكلوروفلوروكاربونية الباعثة الأخرى و بشكل رئيسي في الحلالات الهوائية الموضعية التطبيق و خاصة المائية منها .
و تختلف التراكيز المستخدمة تبعاً لنمط التطبيق و تتراوح بين (5-95)% فمثلاً تُستخدم في الحالات الرغوية Foam aerosol تركيز يتراوح بين (4-5)% من عامل باعث هيدروكربوني مؤلف من الإيزوبوتان بنسبة (84.1)% و البروبان بنسبة (15.9)% .
و يُستخدم في حلالات الرش Spray type aerosoe كعامل باعث بتركيز 50% أو أكثر .